# Сан Никола (Витербо)
Сан Никола је насеље у Италији у округу Витербо, региону Лацио.
Према процени из 2011. у насељу је живело 75 становника. Насеље се налази на надморској висини од 167 м.